# Новая Сорочина
Новая Сорочина — деревня в Суджанском районе Курской области. Входит в состав Малолокнянского сельсовета.

## География
Деревня находится на реке Малая Локня (приток реки Локня в бассейне Суджи), в 16 км от российско-украинской границы, в 79 км к юго-западу от Курска, в 19 км к северу от районного центра — города Суджа, в 3 км от центра сельсовета — Малая Локня.
Климат
Новая Сорочина, как и весь район, расположена в поясе умеренно континентального климата с тёплым летом и относительно тёплой зимой (Dfb в классификации Кёппена).
| Показатель                                                                     | Янв. | Фев. | Март | Апр. | Май  | Июнь | Июль | Авг. | Сен. | Окт. | Нояб. | Дек. | Год  |
| ------------------------------------------------------------------------------ | ---- | ---- | ---- | ---- | ---- | ---- | ---- | ---- | ---- | ---- | ----- | ---- | ---- |
| Средний суточный максимум, °C                                                  | −3,7 | −2,6 | 3,4  | 13,3 | 19,5 | 22,8 | 25,2 | 24,6 | 18,3 | 10,8 | 3,8   | −0,8 | 11,2 |
| Средняя температура, °C                                                        | −5,7 | −5,2 | −0,3 | 8,4  | 14,8 | 18,4 | 20,9 | 20   | 14,1 | 7,4  | 1,5   | −2,8 | 7,6  |
| Средний суточный минимум, °C                                                   | −8,2 | −8,4 | −4,5 | 2,9  | 9,2  | 13,1 | 15,8 | 14,9 | 9,8  | 4,1  | −0,8  | −5   | 3,6  |
| Норма осадков, мм                                                              | 50   | 43   | 48   | 49   | 62   | 68   | 73   | 51   | 55   | 55   | 46    | 48   | 648  |
| Источник: Погода по месяцам c ru.climate-data.org(дата обращения: Август 2021) |      |      |      |      |      |      |      |      |      |      |       |      |      |

Часовой пояс
Деревня Новая Сорочина, как и вся Курская область, находится в часовой зоне МСК (московское время). Смещение применяемого времени относительно UTC составляет +3:00.

## Население
| 2002 | 2010 |
| ---- | ---- |
| 31   | ↘24  |

## Инфраструктура
Личное подсобное хозяйство. В деревне 47 домов.

## Транспорт
Новая Сорочина находится в 1 км от автодороги 38К-024 (Льгов — Суджа), в 3,5 км от автодороги межмуниципального значения 38Н-449 (38К-030 — Новоивановка — 38К-024), в 2 км от автодороги 38Н-451 (38Н-449 — Старая Сорочина), на автодороге 38Н-754 (38Н-451 — Новая Сорочина), в 4 км от автодороги 38Н-775 (38Н-449 — Никольский), в 2,5 км от ближайшей ж/д станции Локинская (линия Льгов I — Подкосылев).
В 125 км от аэропорта имени В. Г. Шухова (недалеко от Белгорода).